# Nazionale maschile di pallacanestro della Costa Rica
La nazionale di pallacanestro della Costa Rica è la rappresentativa cestistica della Costa Rica ed è posta sotto l'egida della Federazione cestistica della Costa Rica.

## Piazzamenti

### Campionati centramericani
- 1989 - 8°
- 1991 - 5°
- 1995 - 7°
- 1999 - 8°
- 2003 - 8°

- 2006 - 8°
- 2008 - 8°
- 2012 - 9°
- 2014 - 9°
- 2016 - 9°

## Formazioni

### Campionati centramericani
Campionato centramericano maschile di pallacanestro 1999Arguedas, Arias, Barker, Chavarría, Daley, Davis, Ferguson, Leandro, Martínez, McDougall, Samuels, Smith, All. Luis Blanco
Campionato centramericano maschile di pallacanestro 20034 Martínez, 5 Chavarría, 6 Barrantes, 7 Spencer, 8 McDougall, 9 Arias, 10 Robertson, 11 Planes, 12 Simmons, 13 Smith, 14 Milliner, 15 Gardener,        All. -
Campionato centramericano maschile di pallacanestro 20064 Martínez, 5 Castillo, 6 Cayasso, 7 Spencer, 8 Gourzong, 10 Davis, 11 Valverde, 12 Anderson, 13 Planes, 14 Umaña, 15 Anderson,        All. -
Campionato centramericano maschile di pallacanestro 20084 Martínez, 5 Chavarría, 6 Grijalba, 7 Spencer, 8 Simmons, 9 Milliner, 10 Acuña, 11 Sánchez, 12 Dixon, 13 Anderson, 14 Carnegie, 15 Mitchell,        All. Neil Gottlieb
Campionato centramericano maschile di pallacanestro 20124 Plumer, 5 Chavarría, 6 Wing Ching, 7 Sánchez, 8 Simmons, 9 Anderson, 10 Quesada, 11 Milliner, 12 Martínez, 13 Conejo, 14 Wilson, 15 Smith,        All. Luis Blanco
Campionato centramericano maschile di pallacanestro 20144 Dav. Shedden, 5 Conejo, 6 Letford, 7 Sánchez, 8 Solano, 9 Forester, 10 Quesada, 11 Pearson, 12 Martínez, 13 Wilson, 14 Anderson, 15 Dan. Shedden,        All. Alexis Monge
Campionato centramericano maschile di pallacanestro 20164 Rosich, 5 Conejo, 6 Umaña, 7 Sánchez, 8 Simmons, 9 Letford, 10 Quesada, 11 Shedden, 12 Martínez, 13 Wilson, 14 Castrillo, 15 Anderson, 16 Ripoll,        All. Joshua Erickson

### Campionati centramericani COCABA
Campionato centramericano COCABA maschile di pallacanestro 20154 Conejo, 5 Chavarría, 6 Umaña, 7 Sánchez, 8 Simmons, 9 Letford, 10 Quesada, 11 Davis, 12 Martínez, 13 Wilson, 14 Castrillo, 15 Anderson,        All. Jorge Arguello